# Plac Niepodległości w Krakowie
Plac Niepodległości – plac w Krakowie, w dzielnicy XIII Podgórze, w Podgórzu. Ograniczony jest od północy ulicą Kalwaryjską a od południa ulicą Jana Zamoyskiego i wzgórzem Krzemionek Podgórskich.
W miejscu tym znajdowały się, zbudowane w XIX wieku, koszary c. i k. armii Austro-Węgier. 31 października 1918 roku żołnierze polscy pod dowództwem porucznika Antoniego Stawarza rozpoczęli rozbrajanie żołnierzy austriackich. Był to prawdopodobnie jeden z pierwszych skrawków wolnej Polski. Koszary przetrwały do 1945 roku, kiedy zostały spalone.
Plac jako taki wówczas nie istniał – obok koszar biegła jedynie ulica Legionów Józefa Piłsudskiego, łącząca ul. Jana Zamoyskiego z ul. Kalwaryjską i mostem Józefa Piłsudskiego. Dzisiaj stanowi ona wschodnią część Placu.
Na miejscu koszar zbudowano halę i basen Klubu Sportowego Korona Kraków (to obecnie zachodnia pierzeja) a bezimienny dotychczas skwer został nazwany w 1965 roku Placem Powstańców Śląskich.
W 1991 roku nadano mu obecną nazwę dla upamiętnienia rozgrywających się w tym miejscu w 1918 roku wydarzeń a 31 października 2018 roku, dla uhonorowania por. Antoniego Stawarza, odsłonięto Pomnik Niepodległości.

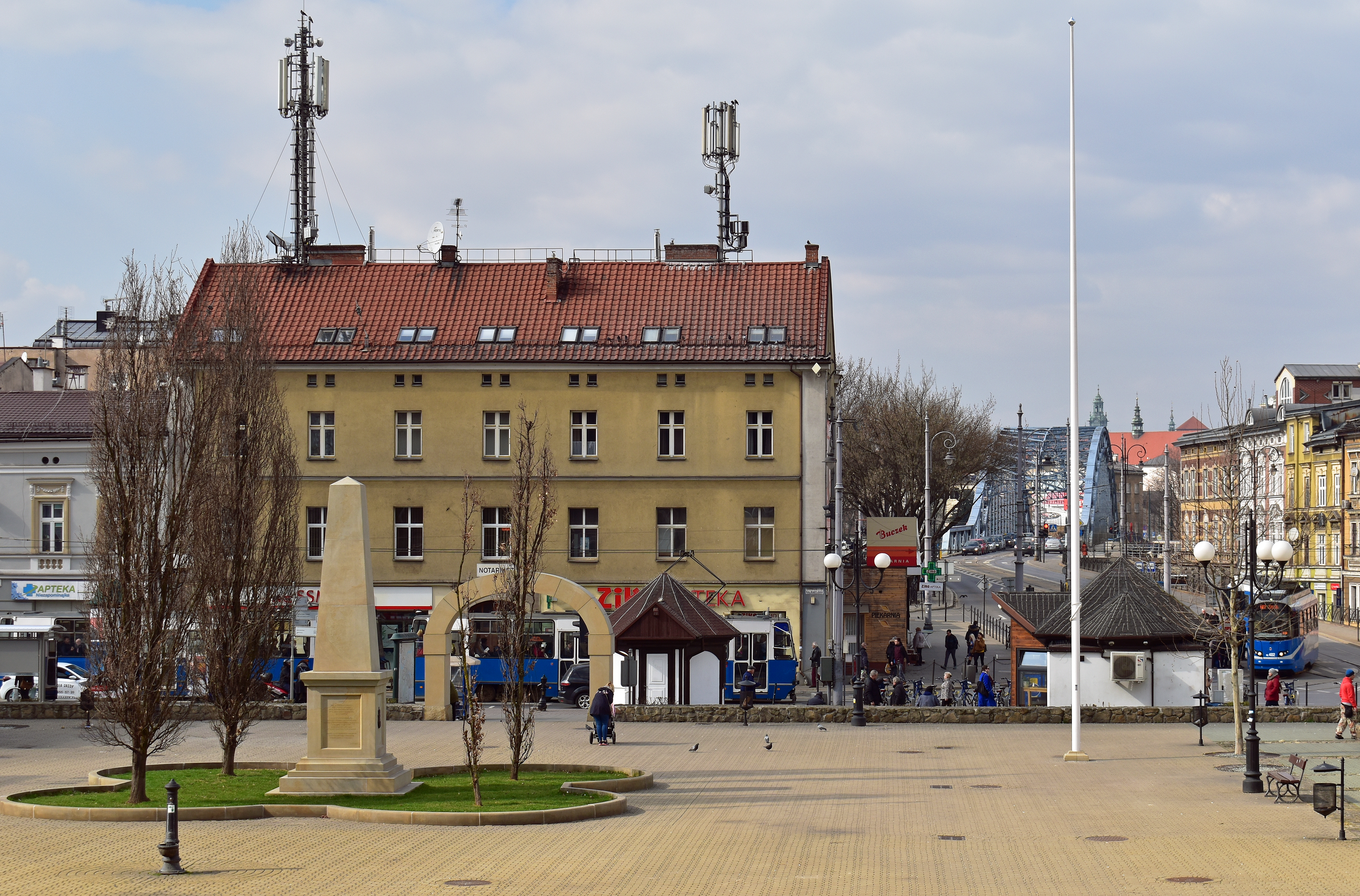
Pomnik Niepodległości (obelisk, brama koszar i maszt)
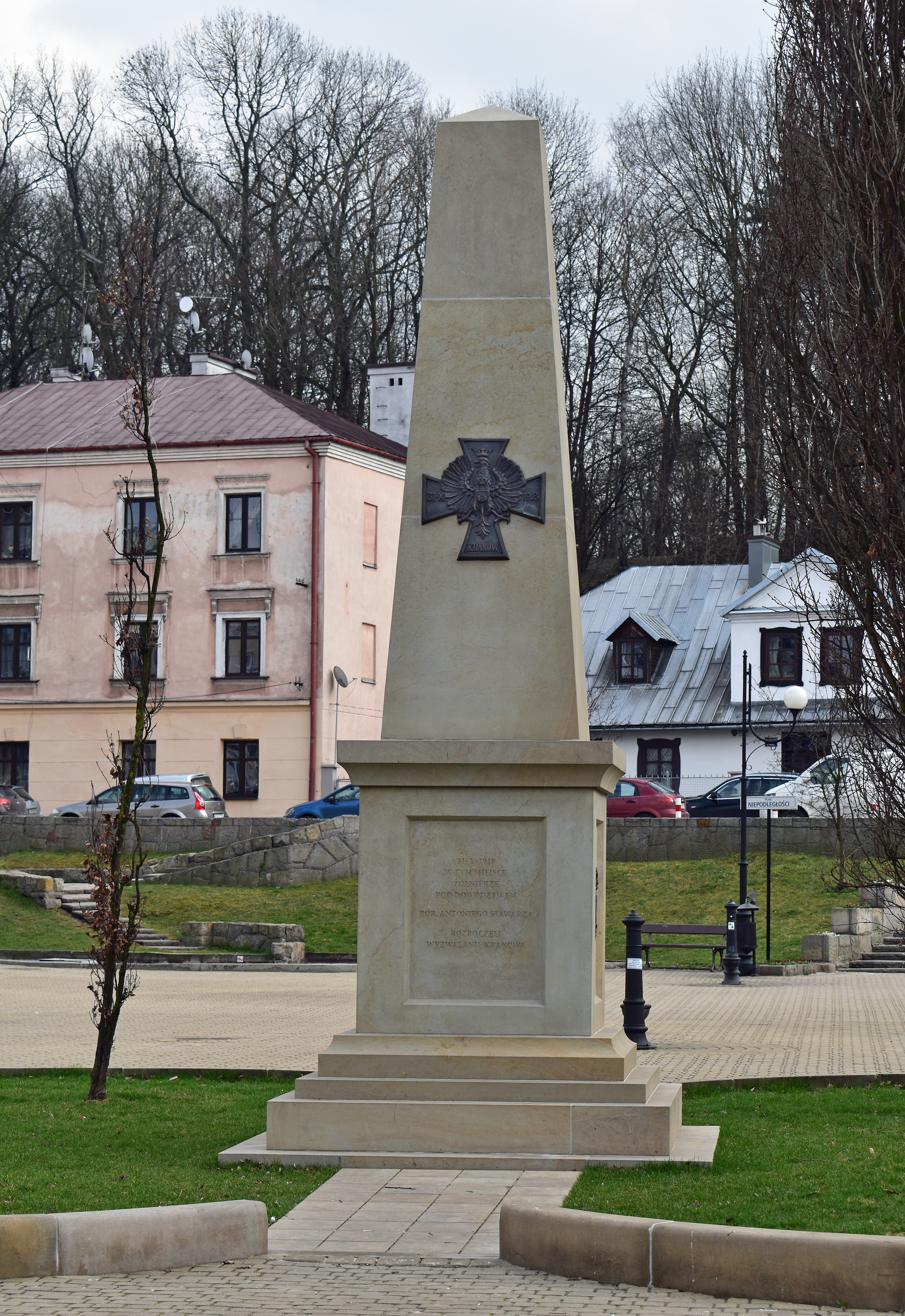
Obelisk
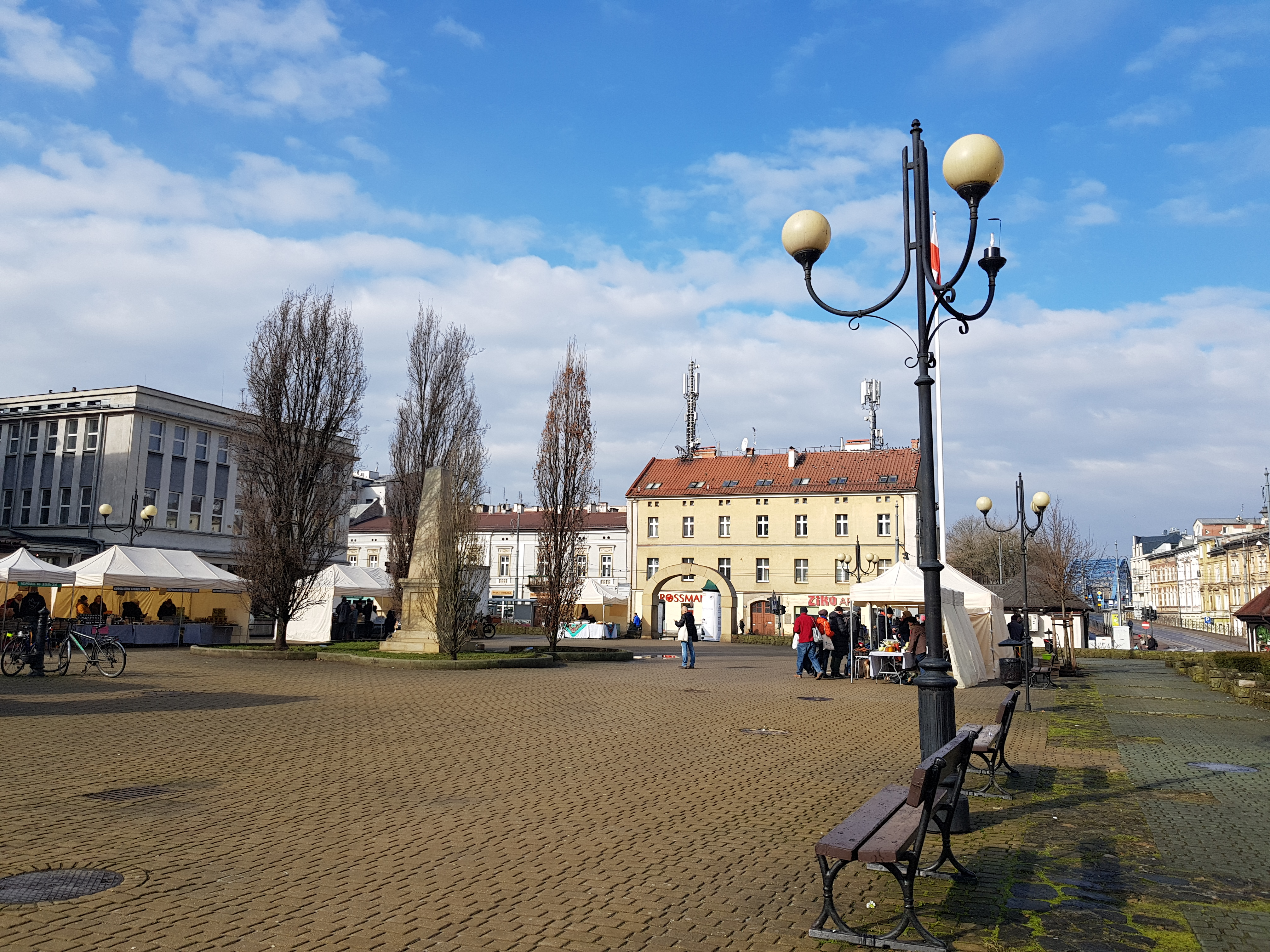
Plac Niepodległości. Po lewej stronie widoczny gmach Klubu Sportowego Korona Kraków